# Race Horizon Park
De Race Horizon Park is een wielerfestival bestaande uit een aantal wielerwedstrijden die plaatsvinden in de Oekraïense hoofdstad Kiev. De drie wedstrijden voor mannen maken ieder deel uit van de UCI Europe Tour, met een classificatie van 1.2; er is geen sprake van een combinatieklassement. Voor vrouwen is er een wegwedstrijd en een tijdrit. Ook voor amateurs is er een evenement.
Aanvankelijk hadden de drie wedstrijden voor mannen geen afzonderlijke naam, slechts een nummer. In 2015 kregen de wedstrijden een eigen naam: Race Maïdan verwijzend naar de protesten van Euromaidan en Race for Peace naar aanleiding van de Russische Annexatie van de Krim (2014) en de oorlog in Oost-Oekraïne. In 2020 en 2021 werden de wedstrijden geannuleerd vanwege de coronapandemie. In 2022 werden er geen wedstrijden verreden als gevolg van de Russische invasie van Oekraïne in 2022.

## Mannen

### Lijst van winnaars
Horizon Park Race for Peace
Horizon Park Race Maïdan
Horizon Park Classic

### Overwinningen per land
| Overwinningen | Land        |
| ------------- | ----------- |
| 14            | Oekraïne    |
| 4             | Wit-Rusland |
| 2             | Denemarken  |

## Vrouwen
Vanaf 2016 kent het wielerfestival twee wedstrijden voor vrouwen: een tijdrit onder de naam VR Women ITT en een wegwedstrijd met de naam Horizon Park Women Challenge. Deze laatste werd in 2019 hernoemd tot Kiev Olimpic Ring Women Race. In dat jaar werden twee extra wegwedstrijden toegevoegd met de namen Chabany Race en Kievskaya Sotka Women Challenge.

### Horizon Park Women Challenge
| Jaar | Datum  | Afstand | Winnaar             | Tweede          | Derde            |
| ---- | ------ | ------- | ------------------- | --------------- | ---------------- |
| 2016 | 28 mei | ?       | Tetjana Rjabtsjenko | Irina Semionova | Hanna Solovej    |
| 2017 | 27 mei | 76,1 km | Alžbeta Bačíková    | Taisa Naskovich | Maryna Ivaniuk   |
| 2018 | 2 juni | 95 km   | Jevgenija Vysotska  | Olha Sjekel     | Lucie Hochmann   |
| 2019 | 24 mei | 96,8 km | Hanna Tserakh       | Maryna Ivaniuk  | Oksana Kliachina |

### VR Women ITT
| Jaar | Datum  | Afstand | Winnaar            | Tweede              | Derde              |
| ---- | ------ | ------- | ------------------ | ------------------- | ------------------ |
| 2016 | 29 mei | 21,5 km | Valerija Kononenko | Tetjana Rjabtsjenko | Hanna Solovej      |
| 2017 | 28 mei | 28,8 km | Hanna Solovej      | Olha Sjekel         | Valerija Kononenko |
| 2018 | 3 juni | 27,2 km | Ántri Christofórou | Valerija Kononenko  | Olha Sjekel        |
| 2019 | 26 mei | 12,1 km | Valerija Kononenko | Tetjana Rjabtsjenko | Olena Sharha       |

### Chabany Race
| Jaar | Datum  | Afstand | Winnaar     | Tweede       | Derde               |
| ---- | ------ | ------- | ----------- | ------------ | ------------------- |
| 2019 | 23 mei | 98,8 km | Olha Sjekel | Olena Sharha | Ana Paula Polegatch |

### Kievskaya Sotka Women Challenge
| Jaar | Datum  | Afstand | Winnaar          | Tweede      | Derde         |
| ---- | ------ | ------- | ---------------- | ----------- | ------------- |
| 2019 | 25 mei | 107 km  | Katarzyna Wilkos | Ina Savenka | Hanna Tserakh |

### Overwinningen per land
| Overwinningen | Land                                  |
| ------------- | ------------------------------------- |
| 6             | Oekraïne                              |
| 1             | Cyprus, Polen, Slowakije, Wit-Rusland |